# Symmius caudatus
Symmius caudatus är en kräftdjursart som beskrevs av Richardson 1904. Symmius caudatus ingår i släktet Symmius och familjen Chaetiliidae. Inga underarter finns listade i Catalogue of Life.